# Diogo Gonçalves
Diogo António Cupido Gonçalves (født 6. februar 1997) er en portugisisk professionel fodboldspiller, der spiller som i den amerikanske MLS-klub Real Salt Lake. Han har tidligere spillet i bl.a. danske superligaklub F.C. København.

## Klubkarriere
Gonçalves er født i Almodôvar i det sydlige Portugal og begyndte sin karriere i den lokale klub CD Almodôvar i 2005. To år senere skiftede han til Ferreiras, hvorefter han blev optaget på Benficas ungdomsakademi i 2008.
Han fik debut for Benficas reservehold, Benfica B, den 14. februar 2015. Han fik debut for Benficas førstehold den 9. august 2017 i en 3–1 sejr over Braga. og fik senere på året debut i UEFA Champions League i et 1–0 nederlag hjemme til Manchester United den 18. oktober.
Han skiftede den 14. juni 2018 til den engelske EFL Championship-klub Nottingham Forest F.C. på en låneaftale, der løb i sæsonen 2018–19 med en købsoption. Han opnåede dog kun en enkelt kamp i start-11'eren for klubben, og fik begrænset spilletid i sæsonen, hvor han blev noteret for i alt ti kampe i alle turneringer.
Gonçalves skiftede herefter til portugisiske Famalicão på en ny låneaftale for 2019-2020.
Kontrakten med Benfica blev i august 2020 forlænget til udløb i 2025.
Den 5. januar 2023 blev det offentliggjort, at Gonçalves havde skrevet en fireårig kontrakt med F.C. København. Den 9. august 2024 blev det offentliggjort, at Gonçalves var blevet solgt til Real Salt Lake på en kontrat til udgangen af 2026. Han opnåede 57 kampe (20 mål) for F.C. København.

## Landsholdskarriere
Gonçalves har spillet på diverse portugisiske ungdomslandshold.